# Distant Memories - Live in London
Albums de Dream Theater
Distance over Time
(2019) A View from the Top of the World
(2021)
Distant Memories - Live in London est un album Live de Dream Theater composé de trois CDs. Il est également disponible aux formats vinyle (4 LP), DVD (x2) et Blu-Ray.
Produit par John Petrucci, enregistré et filmé les 21 et 22 février 2020 au Eventim Apollo de Londres en Angleterre, il comporte des interprétations de titres des albums Distance over Time ; Black Clouds and Silver Linings ; Systematic Chaos et de l'intégralité de Metropolis Part 2: Scenes from a Memory pour célébrer les 20 ans de cet album.

## Liste des pistes (CD)
| 1. | Untethered Angel                    | 05:55 |
| 2. | A Nightmare to Remember             | 16:37 |
| 3. | Fall Into the Light                 | 07:26 |
| 4. | Barstool Warrior                    | 06:42 |
| 5. | In the Presence of Enemies - Part I | 08:43 |
| 6. | Pale Blue Dot                       | 08:52 |

| 1. | Scenes Live Intro                | 01:44 |
| 2. | Scene One: Regression            | 02:06 |
| 3. | Scene Two: I. Overture 1928      | 03:38 |
| 4. | Scene Two: II. Strange Deja Vu   | 05:03 |
| 5. | Scene Three: I. Through My Words | 01:02 |
| 6. | Scene Three: II. Fatal Tragedy   | 06:53 |
| 7. | Scene Four: Beyond This Life     | 11:26 |
| 8. | Scene Five: Through Her Eyes     | 06:45 |

| 1. | Scene Six: Home                       | 13:01 |
| 2. | Scene Seven: I. The Dance of Eternity | 06:09 |
| 3. | Scene Seven: II. One Last Time        | 03:48 |
| 4. | Scene Eight: The Spirit Carries On    | 06:39 |
| 5. | Scene Nine: Finally Free              | 12:54 |
| 6. | At Wit's End (Encore)                 | 09:42 |
| 7. | Paralyzed (Bonus Track)               | 04:34 |

## Liste des pistes (DVD)
| 1. | Atlas (Intro)                       | 02:40 |
| 2. | Untethered Angel                    | 05:55 |
| 3. | A Nightmare to Remember             | 16:37 |
| 4. | Fall Into the Light                 | 07:26 |
| 5. | Barstool Warrior                    | 06:42 |
| 6. | In the Presence of Enemies - Part I | 08:43 |
| 7. | Pale Blue Dot                       | 08:52 |

| 1.  | Scenes Live Intro                     | 01:44 |
| 2.  | Scene One: Regression                 | 02:06 |
| 3.  | Scene Two: I. Overture 1928           | 03:38 |
| 4.  | Scene Two: II. Strange Deja Vu        | 05:03 |
| 5.  | Scene Three: I. Through My Words      | 01:02 |
| 6.  | Scene Three: II. Fatal Tragedy        | 06:53 |
| 7.  | Scene Four: Beyond This Life          | 11:26 |
| 8.  | Scene Five: Through Her Eyes          | 06:45 |
| 9.  | Scene Six: Home                       | 13:01 |
| 10. | Scene Seven: I. The Dance of Eternity | 06:09 |
| 11. | Scene Seven: II. One Last Time        | 03:48 |
| 12. | Scene Eight: The Spirit Carries On    | 06:39 |
| 13. | Scene Nine: Finally Free              | 12:54 |
| 14. | At Wit's End (Encore)                 | 09:42 |
| 15. | Paralyzed (Bonus Track)               | 04:34 |
| 16. | Behind The Scenes                     | 04:04 |

## Interprètes
Dream Theater
- James LaBrie : chant
- John Petrucci : guitare et production
- Jordan Rudess : clavier
- John Myung : basse
- Mike Mangini : batterie

## Critiques
Dans Louder Sound, Chris Cole souligne la qualité de l'album, comme tous les albums live de Dream Theater, mais considère que ce nouveau live n'était pas indispensable.